# Mastigobasidium
Mastigobasidium är ett släkte av svampar. Mastigobasidium ingår i familjen Leucosporidiaceae, ordningen Leucosporidiales, klassen Microbotryomycetes, divisionen basidiesvampar och riket svampar.
| Mastigobasidium | \| \| Mastigobasidium intermedium \| \| \| \| |
|                 | \| \| Mastigobasidium intermedium \| \| \| \| |
|                 | Leucosporidiella                              |
|                 |                                               |
|                 | Leucosporidium                                |
|                 |                                               |
|                 | Mastigobasidium intermedium                   |
|                 |                                               |

|  | Mastigobasidium intermedium |
|  |                             |